# Которович Богодар Антонович
Богодар Антонович Которович (3 липня 1941, Грубешів — 4 липня 2009, Київ) — український скрипаль, диригент, педагог,  Народний артист Української РСР (1979). Завідувач кафедри скрипки та професор Київської консерваторії (з 1985). лауреат Національної премії імені Т. Г. Шевченка (1985).Член-кореспондент Академії мистецтв України (1997). Один із засновників сучасної української скрипкової школи. Фундатор і беззмінний художній керівник Державного камерного ансамблю «Київські солісти». Батько відомої української скрипальки Мирослави Которович і Антона Которовича — відомого українського гітариста, скрипаля, соліста фолк-метал-гурту «Тінь сонця».

## Життєпис
Народився 3 липня 1941 року в місті Грубешеві, Холмщина, тепер Польща. У 1945 році родина майбутнього скрипаля переїхала на Волинь, а згодом до Львова. Відома родина Которовичів мала духовно-музичні традиції. Батько, Антон Которович, плідно працював на ниві розвитку української культури в селі Гостинному і в усій Грубешівщині. Великий внесок він зробив в організацію хорів. У селі Гостинному, де дід Богодара Іван Которович був священником християнської православної церкви, Антон Іванович створив найкращий церковний хор на Холмщині. Церква св. Юрія, де працював о.Іоанн Которович, стала осередком духовного і національного життя українців того часу. Мати Богодара Ірина теж виховувала у своїх дітях любов до музики, а її сестра була піаністкою в Дрездені.
Дитинство та юність майбутнього скрипаля минули у Львові, де закінчив музичну школу і рік навчався у Львівській консерваторії. Звідти потрапив до Московської консерваторії — до класу відомого педагога Ю. Янкелевича.
1966 --- молодий скрипаль був запрошений  викладати на кафедрі скрипки в Державній консерваторії імені П. І. Чайковського в Києві (нині НМАУ ім. П. І. Чайковського), де з 1985  року як професор очолював кафедру скрипки. Водночас з 1966 року на запрошення художнього керівника, головного диригента Державного симфонічного оркестру України Стефана Турчака талановитий митець отримав посаду соліста та концертмейстера провідного колективу.
1967 ---  став лауреатом I премії Міжнародного конкурсу скрипалів ім.Дж. Енеску (Бухарест).
1971 — переміг на конкурсі ім. Нікколо Паганіні в Генуї.
Згодом Богодар Которович мав ще дві символічні зустрічі з Паганіні: через 20 років він був членом журі генуезького конкурсу, а в травні 1999 відіграв два аншлагових бенефіси в Національній філармонії України та Національній опері на знаменитій скрипці Паганіні роботи Гварнері — Il Cannone Guarnerius , яку на два вечори доставили до Києва спеціальним рейсом з Генуї для видатного українця. Богодар Которович залишається єдиним скрипалем-неіталійцем, який двічі грав на цьому інструменті в Україні та за межами Італії.
1979 —  в історію української та світової культури другої половини XX сторіччя вкарбовано заснований митцем новітній  історичний концертний цикл open air «Нічні серенади» (1979-1989)  на літній естраді Маріїнського парку  за участі видатних виконавців світу. Маестро піклувався про те, аби виховувати суспільство у дусі патріотизму словом Музики, доносячи до слухачів своїм унікальним мистецтвом непересічні духовні цінності.
1984  --- з метою популяризації української академічної музики та світової класики маестро створив камерний інструментальний ансамбль «Київські солісти» у складі провідних київських виконавців. 
1987 --- розпочалась творча співпраця з відомою українською піаністкою Євгенією Басалаєвою  (дружиною та соратницею Маестро), що стало вагомим внеском у розвиток національного та світового музичного мистецтва. З великим успіхом презентуючи українську культуру на міжнародній арені, камерно-ансамблевий дует, за визначенням на шпальтах ЗМІ, «став візитною карткою держави України». 
1994 — професор та завідувач кафедри скрипки Консерваторії Сіднея (Австралія).
1995 --- Постановою Кабінету міністрів Богодар Которович був призначений художнім керівником і директором створеного митцем ансамблю "Київські солісти", якому було надано статусу державного --- Державний камерний ансамбль "Київські солісти" (сьогодні — Національний камерний ансамбль "Київські солісти"). 
1995 — заснував у Харкові Перший міжнародний конкурс юних скрипалів, що носить його ім'я. Конкурс виявив багато обдарованих музикантів, яким судилося жити та працювати в новому тисячолітті. Їхній виконавчий рівень відзначили як дуже високий. Журі, представлено видатними музикантами 10 країн, очолив сам Богодар Которович.
Про великий авторитет Богодара Которовича у скрипковому світі свідчать численні запрошення його в журі найвідоміших музичних конкурсів, зокрема: ім. Н. Паганіні у Генуї, ім. Р. Ліпіцера у Горіції, ім. Г. Венявського у Любліні, ім. К. Нільсена в Оденсе, ім. П. Чайковського в Москві, ім. Т. Вронського у Варшаві, ARD у Мюнхені, ім. І.Менухіна, Сендаї, Оттаві та інших. Професор постійно очолював Міжнародний музичний конкурс скрипалів імені М. В. Лисенка в Києві. З 2004 став артистичним директором Britten Kyiv Festival.
Маестро є одним із засновників української скрипкової школи. Численні його вихованці стали переможцями найвідоміших міжнародних конкурсів сучасності, а саме: імені Г. Венявського (Польща), імені Н. Паганіні (Італія), імені Д. Ойстраха в Одесі, імені Н. Цабалєта у Сан-Себастьяні (Іспанія), імені І. Менухіна в Фолкстоні (Велика Британія), Конкурсу в Кальтанісетті (Італія) тощо.
Випускники класу Которовича створили плеяду яскравих музикантів, які продовжують його традиції в різних країнах світу, блискуче представляють досягнення національного професійного виконавства. Це, зокрема, народні артисти України Кирило Стеценко і Богдана Півненко, заслужені артисти України Ольга Рівняк і Мирослава Которович; Олег Которович (Нова Зеландія), Тарас Печений (Хорватія), Олександр Бендерський (Франція), Петро Цегельський, Віктор Кузнєцов (Польща), Сергій Шот, Святослава Семчук, Кирило Шарапов, Олександр Пушкаренко, Антон Которович (Україна), Аркадій Винокуров, Євген Андрусенко (Австрія), Ярослав Рудницький (США), Володимир Астраханцев (Німеччина), Дмитро Ткаченко (Англія), Олександр Семчук, Аліна Комісарова (Італія), Анастасія Пилатюк (Іспанія) та інші.
Найширше визнання та любов музичної громадськості Богодар Которович здобув саме як блискучий виконавець віртуозних творів Н. Паганіні та скрипкових шедеврів А. Кореллі, Й. С. Баха, Дж.Тартіні, Й. Гайдна, В. А. Моцарта, Л. Бетховена та інших. Майстерне виконання Маестро музики різних епох і стилів завжди супроводжувалося великим успіхом у слухачів і фахівців. Особливе місце в репертуарі скрипаля посідали твори сучасних українських композиторів. Багато авторів створювали свої композиції спеціально для Богодара Которовича з огляду на його широкі можливості скрипаля-віртуоза та неповторний виконавський стиль (А. Штогаренко, К. Домінчен, М. Скорик, Є. Станкович, В. Губаренко, В. Бібік, П. Майборода, Л. Колодуб, В. Губа та інші).
Богодар Которович здійснив численні концертні тури в Австралії, Великій Британії, Голландії, Італії, Канаді, Македонії, Німеччині, Хорватії, Польщі, Чехії, Японії, Південній Кореї, Франції, а також в Україні та державах колишнього СРСР, виступав у найкращих  українських та закордонних залах. Широкий діапазон творчих можливостей давав змогу виконавцю грати як соло, так і у ансамблях, а також у супроводі камерних і симфонічних оркестрів. Він співпрацював із видатними музикантами, серед яких: диригенти К. Мазур, Є. Світланов, К. Цеккі, Н. Рахлін, С. Турчак, М. Шостакович, І. Блажков, С. Сондецкіс, В. Кожухар, Р. Кофман та інші.
2021 році, на Постанову Верховної Ради України від 16.12.2020 р. «Про відзначення пам’ятних дат і ювілеїв у 2021 році», з нагоди відзначення знакової події в українській культурі та світовому мистецтві – пам’ятної дати 80-річчя від Дня народження видатного скрипаля Богодара Которовича (1941-2009),  Культурно-мистецький благодійний фонд "Київ-Класік" http://www.kyiv-clasic.com [Архівовано 19 квітня 2022 у Wayback Machine.] під орудою народної артистки України Євгенії Басалаєвої, за підтримки Українського культурного фонду, в межах Міжнародного фестивалю мистецтв «Діалоги культур» було реалізовано Міжнародний Проєкт «MAESTRO – FEST. БОГОДАР КОТОРОВИЧ» https://www.youtube.com/watch?v=bdxMaXYw4Nk [Архівовано 1 травня 2022 у Wayback Machine.], що включав низку заходів,  спрямованих на увічнення славетного імені знакової постаті українського та світового мистецтва XX-ХХІ століття  Богодара Которовича, а саме: був проведений  І Міжнародний фестиваль-конкурс імені Богодара Которовича «MAESTRO-Fest» (5 вересня - 7 жовтня 2021), участь в якому взяли більше сотні талановитих  інструменталістів з України та зарубіжжя; вперше опубліковані матеріали  культурної  спадщини Маестро, унікального доробку «Родинного Архіву Богодара Которовича, дружини та соратниці Маестро Євгенії Басалаєвої та сина Антона», створено та презентовано Буклет-книгу «Богодар Которович. Фрагменти незавершеної повісті», І ч. документального фільму «Шляхи і кроки Богодара Которовича», рекламний фільм «Династія» тощо. У переліку подій також є проведення історичного гала-концерту Фестивалю віртуозів «MAESTRO-Fest» (7 листопада 2021, Національна філармонія України).

Ім’я скрипаля ще за життя стало легендою і назавжди вкарбувалося в історію національного та світового мистецтва. Творчий феномен Богодара Которовича як музиканта є унікальним. Це підкреслено у багатьох вітчизняних і зарубіжних рецензіях, а також у письмових та усних відгуках визначних музикантів і критиків. Про творчий шлях митця створено багато фільмів і телевізійних передач. Життя Богодара Которовича було цілковито присвячене служінню високому мистецтву. Багатогранна творча та громадська діяльність Маестро на шляху відродження глибинних пластів духовної скарбниці національної культури стосувалася підтримки та виховання талановитої молоді, широкої презентації українського мистецтва у світі, сприяла зміцненню міжнародних культурних зв’язків, піднесенню української культурної дипломатії. 
Помер 4 липня 2009 року.

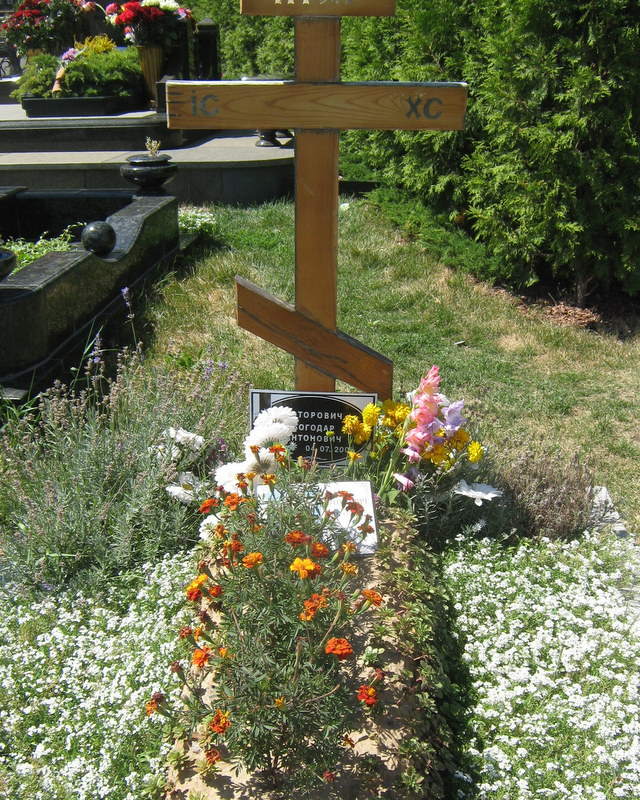
Могила Богодара Которовича

Похований в Києві на Байковому кладовищі (ділянка № 52).

## Відзнаки
Народний артист УРСР (з 1979 року).
Лауреат Державної премії імені Т. Г. Шевченка (1985).
Лауреат премії імені В. І. Вернадського (2000).
Нагороджений орденом «За заслуги» III ступеня (2001).
За результатами творчої діяльності 1999 та 2000 став двічі лауреатом престижної всеукраїнської премії «Людина року».

## Цікаві факти
Богодар Которович — єдиний український скрипаль у світі, удостоєний честі дати два концерти на легендарній скрипці «Cannone»  Нікколо Паганіні, привезеній для видатного скрипаля спеціальним літаком із Генуї до Києва (1999).